# Guido Morpurgo-Tagliabue
Guido Morpurgo-Tagliabue (Milano, 9 gennaio 1907 – Milano, 29 marzo 1997) è stato un filosofo e critico letterario italiano.

## Biografia
Nato da padre ignoto e dalla giovane Giovanna Tagliabue, poi moglie del maturo avvocato, assessore e filantropo Gerolamo Morpurgo (1847-1920), si formò all'Università degli Studi di Milano, laureandosi in Filosofia. Dopo diverse collaborazioni a riviste come critico letterario e teatrale, si occupò lui stesso di filosofia a partire da due saggi del dopoguerra, Le strutture del trascendentale e Il concetto dello stile (entrambi pubblicati nel 1951), che gli fecero avere il posto di professore di Estetica all'Università degli Studi di Milano (fino al 1961), poi quello di Filosofia teoretica all'Università degli Studi di Trieste (dal 1964 al 1982). 
In precedenza aveva collaborato dal 1931 al 1938 alla rivista Il Convegno, ma scrisse anche su La Lettura e La Rassegna d'Italia, e più di recente su Rivista critica di storia della filosofia, Rivista di filosofia, Belfagor, Giornale critico della filosofia italiana, Rivista di estetica, Il pensiero, Aretusa , Lingua e stile, Studi di estetica, Studi tedeschi, aut aut ecc.
Si occupò di germanistica, gnoseologia, semantica, estetica e poetica, attraverso numerosi saggi di taglio fenomenologico.
Come per Adelchi Baratono e Antonio Banfi, la sua analisi dell'estetica e delle scelte poetiche e stilistiche degli artisti si distacca dall'impostazione di Benedetto Croce e poi di Guido Calogero per orientarsi verso l'aspetto pratico (influenzato anche dall'esistenzialismo positivo di Nicola Abbagnano) del fare arte, che non può ridursi alla sola conoscenza, ed è fortemente legato alla tecnica, intesa anche come gesto manuale e meccanico, e allo stile, inteso come rapporto tra gli elementi formali e quelli contenutistici dell'opera (sede, inoltre, dell'unità nel rapporto tra percezione e immaginazione).
Nel 1960 i suoi studi sono ripresi e sistemati in L'esthétique contemporaine, pubblicato in francese e tradotto in diverse lingue. Qui organizza le teorie d'artista e le dottrine estetiche non tanto in senso cronologico, ma per tipi: estetiche vitalistiche, psicologistiche, formalistiche, fenomenologiche ecc.
In Linguistica e stilistica di Aristotele (1967) e Demetrio, dello stile (1980) si occupa di retorica e stilistica antiche. Aristotelismo e Barocco (1954) e Il Barocco e noi (1986) (poi riuniti in Anatomia del Barocco, 1987) indagano sul Barocco (artistico e letterario). Si è anche occupato di estetica del XVIII secolo, degli scritti pre-critici di Kant, della polemica Nietzsche-Wagner, di Goethe, Musil, Roth, Kafka ecc.
Fu critico con la contestazione studentesca del 1968, eppure non evitò il confronto con il movimento. Una grave malattia gli levò l'uso della voce, ma continuò a tenere lezione con l'aiuto di un sintetizzatore vocale.
Morì senza figli e senza essersi mai sposato a 90 anni, nel 1997.
A suo ricordo la sorella Ernesta ha aperto una fondazione e un premio per gli studi di filosofia a Trieste.

## Opere principali
- I processi di Galileo e l'epistemologia, Milano: F.lli Bocca, 1947; Milano: Ed. di Comunità, 1963; Roma: Armando, 1981
- Il concetto dello stile. Saggio di una fenomenologia dell'arte, Milano: F.lli Bocca, 1951
- Le strutture del trascendentale. Piccola inchiesta sul pensiero critico, dialettico, esistenziale, Milano: F.lli Bocca, 1951
- Dai romantici a noi, Milano: Marzorati, 1953
- Aristotelismo e barocco, Milano: F.lli Bocca, 1955
- L'esthétique contemporaine. Une enquête, Milano: Marzorati, 1960
- Il concetto del "gusto" nell'Italia del Settecento, Firenze: La Nuova Italia, 1962
- Linguistica e stilistica di Aristotele, Roma: Ed. dell'Ateneo, 1967
- Fenomenologia dei giudizi di valore, Trieste: Istituto di Filosofia, 1973
- La semantica e i suoi problemi, Trieste: Istituto di Filosofia, 1974
- Demetrio, dello stile, Roma: Ed. dell'Ateneo, 1980
- La nevrosi austriaca. Saggi sul romanzo, Casale Monferrato: Marietti, 1983
- Nietzsche contro Wagner, Pordenone: Studio Tesi, 1984
- Geologia letteraria, Milano: Garzanti, 1986
- Anatomia del barocco, Palermo: Aesthetica, 1987
- Goethe e il romanzo, Torino: Einaudi, 1991
- Il gusto nell'estetica del Settecento, a cura di Luigi Russo e Giuseppe Sertoli, Palermo: Centro internazionale studi di estetica, 2002

### Introduzioni e prefazioni
- Herbert Read, Arte e alienazione. Il ruolo dell'artista nella società, Milano, Marzorati, 1975
- Immanuel Kant, I sogni di un visionario spiegati coi sogni della metafisica, Milano, Rizzoli, 1982
- Immanuel Kant, Osservazioni sul sentimento del bello e del sublime, Milano, Rizzoli, 1989
- Charles-Louis Montesquieu, Sul gusto, Genova, Marietti, 1990